# Eurocrem
Eurocrem je blagovna znamka slaščic srbskega podjetja Swisslion Takovo. Obsega namaze in sladkorne tablice z okusom kakava in lešnikov.
Njihova proizvodnja poteka v bosanskem Trebinju. V Sloveniji je znamka pogovorno imenovana Evrokrem.

## Zgodovina
Ime Eurocrem je leta 1967 pod številko 336733 registriralo italijansko podjetje A. Gandola & C. SpA, ki še danes prozvaja kakavove namaze s tem imenom. Srbsko podjetje Takovo iz Gornjega Milanovca je leta 1972 kupilo njegovo licenco.
Podjetje PIK Takovo je bilo leta 2004 kupljeno s strani podjetja Swisslion. Leta 2008 je podjetje Swisslion Takovo registriralo znamko Takovo Eurocrem pod številko 993 249.

## Sestava

### Tablica
Sestavine so sladkor, popolnoma hidrogenirana palmina maščoba, posneto mleko v prahu (12.5 %), manj masten kakavov prah (6 %), lešniki (3 %), sirotka v prahu, sončnično olje, emulgator sojin lecitin in arome.

### Namaz
Sestavine so sladkor, sončnično olje, popolnoma hidrogenirana palmova rastlinska maščoba, posneto mleko v prahu (8,5%), kakav v prahu z zmanjšano vsebnostjo kakavove maščobe (4%), lešniki (3%), sirotka prah, emulgator sojin lecitin in arome.

## Pomisleki glede vpliva na zdravje
Na spletni strani Veš, kaj ješ? Zveze potrošnikov Slovenije je tablica označena kot produkt s preveliko količino maščob in sladkorja.